# Rude Seło
Rude Seło (ukr. Руде Село; pol. Rude Sioło) – wieś na Ukrainie, w obwodzie kijowskim, w rejonie białocerkiewskim.
Pod koniec XIX w. wieś w powiecie skwirskim, w gminie Wołodarka.

## Pałac
We wsi znajdują się pozostałości piętrowego pałacu wybudowanego przez Zaleskich w stylu klasycystycznym z ryzalitem w części centralnej, opartym na arkadach  zwieńczonym tympanonem, wewnątrz z alegorią przedstawiającą mitycznych bohaterów. Po bokach ryzalitu po trzy kolumny jońskie. Wewnątrz pałac miał około 15 pokoi z salą balową oraz jadalnią dla służby.

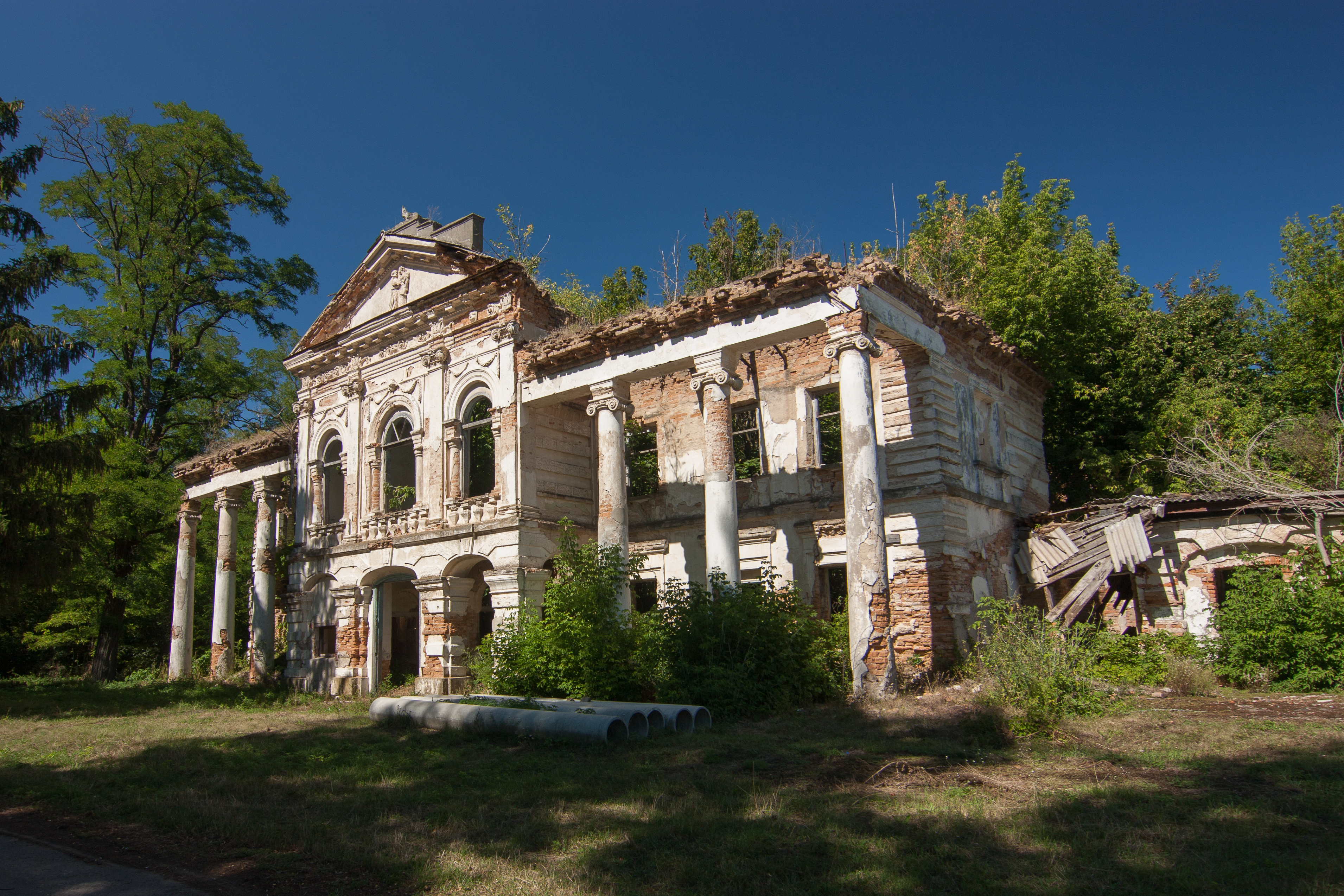
Front
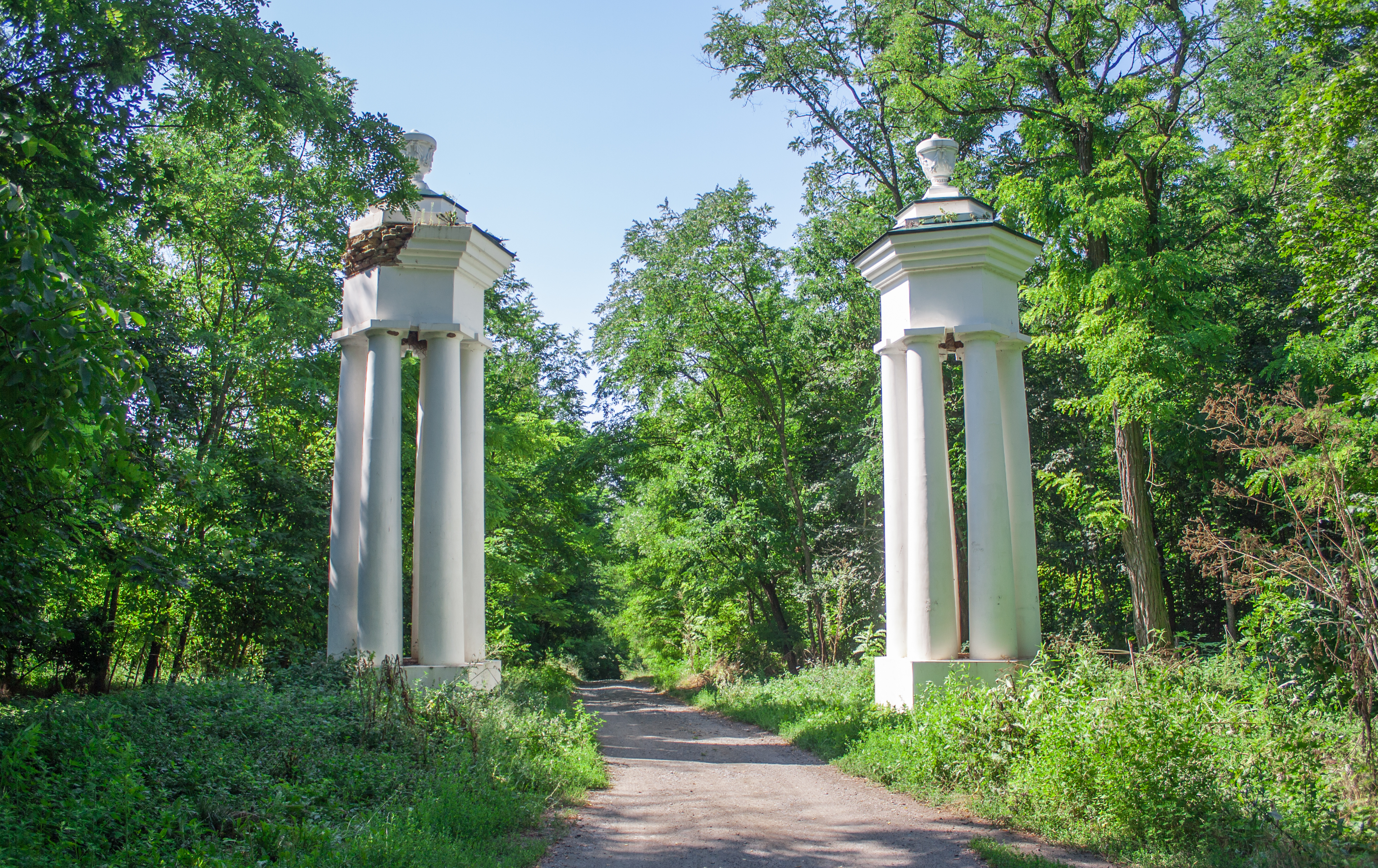
Brama
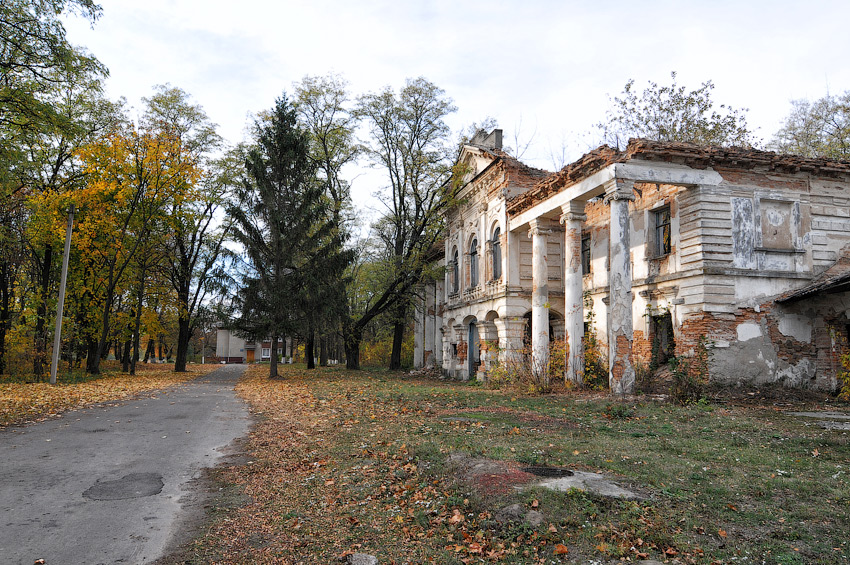
Droga